# Ferengi
Ferengi este o rasă fictivă de extratereștri din universul Star Trek. Apar prima oară în episodul „The Last Outpost”, al cincilea episod din serialul științifico-fantastic Star Trek: Generația următoare. În acest episod (realizat în 1987) rasa Ferengi face primul contact cu  Federația Unită a Planetelor în 2364 în sistemul planetei Delphi Ardu, deși au fost menționați în episodul-pilot, „Encounter at Farpoint”. Ei sunt caracterizați ca fiind o rasă de negustori.